# Tigran Petrosjan
Tigran Vartanovitj Petrosjan (russisk: Тигран Вартанович Петросян , georgisk: ტიგრან ვართანის ძე პეტროსიანი tr. Tigran Vartanis dze Petrosiani ; født 17. juni 1929 i Tbilisi, hovedstaden i Georgien, Sovjetunionen, død 13. august 1984 i Moskva) var verdensmester i skak.
I 1963 slog han Michail Botvinnik 12,5–9,5 i kampen om VM-titlen. Petrosjan forsvarede titlen i 1966, hvor han slog Boris Spasskij 12,5–11,5. I 1969 tabte han titlen til Spasskij (10,5–12,5).
Petrosjans spillestil var præget af dyb strategisk indsigt, og han var meget dygtig til at udnytte positionelle fejl fra modstanderen. Denne spillestil gjorde at Petrosjan meget sjældent tabte partier, men også at mange partier endte remis. Hans partier blev beskyldt for at være ”kedelige”, men de viser ofte en dyb forståelse af stillingen.